# Anisotome imbricata
Anisotome imbricata är en flockblommig växtart som först beskrevs av Joseph Dalton Hooker, och fick sitt nu gällande namn av Leonard C. Cockayne. Anisotome imbricata ingår i släktet Anisotome och familjen flockblommiga växter. Inga underarter finns listade i Catalogue of Life.